# Natallia Hersche
Natallia Hersche (bielorruso: Наталля Хершэ; rusa: Наталья Херше; Orsha, RSS de Bielorrusia, Unión Soviética, 20 de octubre de 1969) es una presa política bielorrusa. Durante las protestas en Bielorrusia de 2020-2021, le quitó un pasamontañas a un agente de policía, por lo que fue condenada a dos años y medio de prisión, cumpliendo parte de la condena en una cárcel para hombres. Se negó a pedir un indulto, pero fue liberada en febrero de 2022 después de que Suiza enviara un embajador a Bielorrusia, rompiendo el aislamiento diplomático del país.

## Infancia y educación

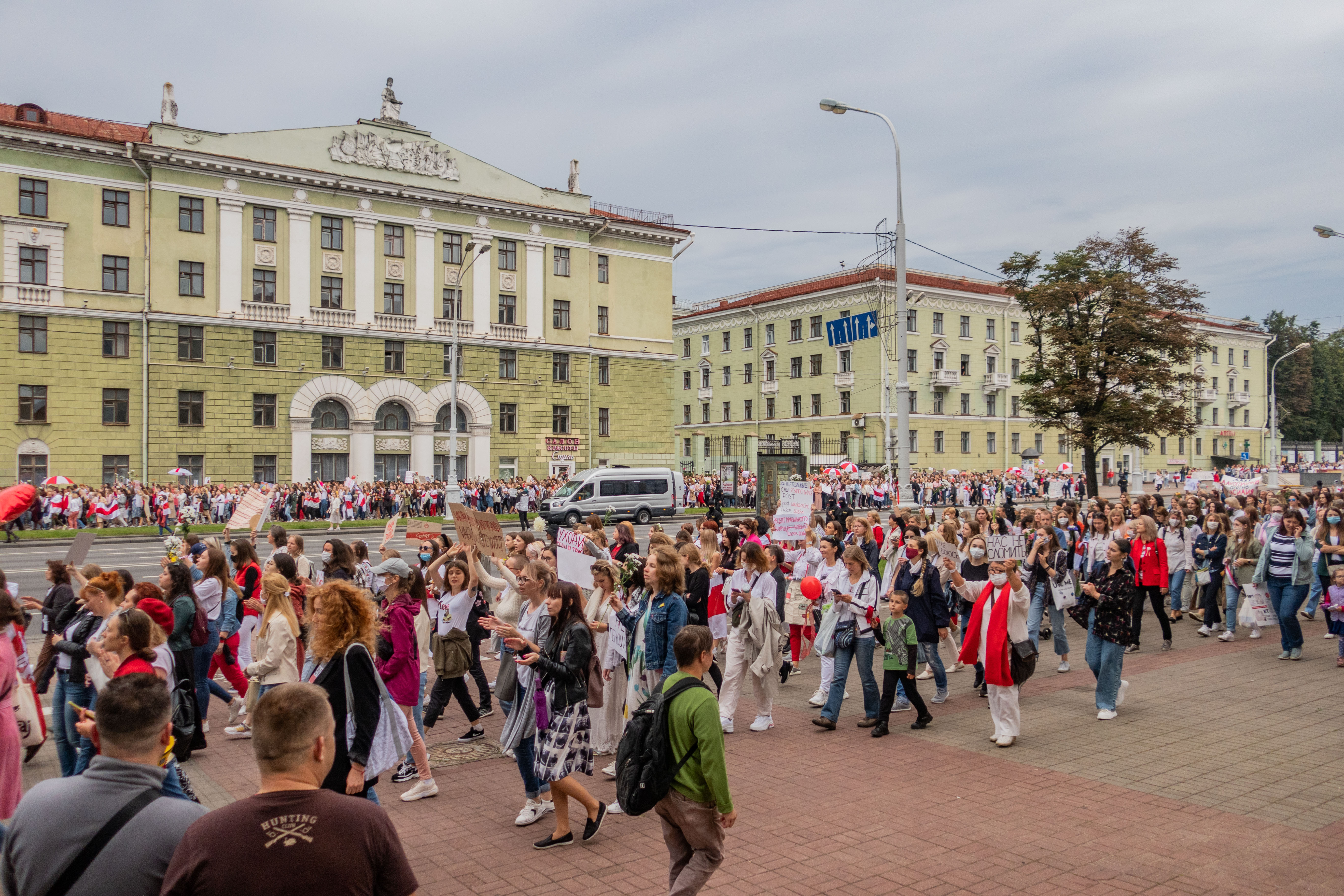
Marcha de todas las mujeres el 29 de agosto de 2020, en Minsk, Bielorrusia.

Hersche nació en Orsha, al noreste de Bielorrusia. Se graduó en economía en la Universidad Estatal de Economía de Bielorrusia y trabajó en Orsha. Alrededor de 2009 se comprometió con un suizo y se mudó a San Galo, en Suiza. Trabajó en una cervecería local y más tarde en una empresa de producción de vajillas, en el departamento de control de calidad. Tras la muerte de su marido, se casó con otro suizo. Hersche tiene dos hijos de su primer matrimonio.

## Detención
Hersche continuó visitando Bielorrusia todos los años. El 11 de septiembre de 2020, regresó a Minsk. Tenía intención de volver a Suiza el 21 de septiembre y tenía billete de vuelta. El 19 de septiembre, se reunió con una amiga y decidió asistir a la concentración pacífica de la «Marcha de todas las mujeres». Durante la marcha, la policía antidisturbios empleó la fuerza para dispersar a las mujeres y detuvo a un grupo de ellas. El agente antidisturbios Siarhei Konchyk intentó subir a Hersche al autobús policial, pero ella le arrebató la máscara. Fue detenida por «participación en un acto multitudinario no autorizado». Sus acciones dieron lugar a una causa penal en base del artículo 363 del Código Penal bielorruso: «resistencia a un agente de policía». Durante algún tiempo, Hersche estuvo en una celda con la jugadora profesional de baloncesto Yelena Leuchanka, quien informó sobre el hacinamiento en las celdas que obligaba a varias mujeres a dormir en el suelo. Leuchanka también informó a los periodistas de la falta de agua y de los productos de higiene necesarios.
Konchyk afirmó que "experimentó sufrimiento físico y mental" y estimó su sufrimiento en 500 rublos bielorruso (entonces - en 1000 BYN). Hersche confirmó que intentó quitarle la máscara, pero declaró que no le tocó la cara. Como fue detenida durante la marcha, no pudo regresar a Suiza. El 3 de diciembre de 2020 comenzó su juicio en el Tribunal de Distrito de Saviecki, en Minsk, y el 7 de diciembre el juez Siarhei Shatsila la condenó a dos años y medio de prisión. Según organizaciones bielorrusas de derechos humanos, las acciones de Hersche no podían considerarse resistencia porque sólo intentó quitarse el pasamontañas. Por tanto, sostuvieron que sus acciones difícilmente pueden calificarse de resistencia y que la condena era desproporcionada. También citaron el párrafo 131 de las Directrices de la Organización para la Seguridad y la Cooperación en Europa sobre Libertad de Reunión Pacífica y señalaron que las autoridades tenían que proteger la reunión debido a su carácter totalmente pacífico.
Su encarcelamiento se convirtió en un problema en las relaciones entre Bielorrusia y Suiza, y los principales medios de comunicación suizos publican ocasionalmente artículos sobre ella.  Parlamentarios suizos y la organización de derechos humanos Libereco iniciaron una campaña para su liberación.
En un principio, Hersche fue internada en una colonia correccional para mujeres en Gómel. La colonia cose ropa para la policía y el ejército, a lo cual Hersche se rehusó. En marzo de 2021, inició una huelga de hambre. En septiembre de 2021, fue trasladada en Maguilov al tipo de centro penitenciario más estricto de Bielorrusia. Bielorrusia no tiene prisiones para mujeres, y el traslado de mujeres a prisiones es poco frecuente.
Las autoridades intentaron obligarla a pedirle un indulto a Aleksandr Lukashenko, pero Hersche se negó al sostener que era inocente.
El 18 de febrero de 2022 fue liberada repentinamente y antes de lo previsto. Perdió 6 kg de peso y un tercio de su pelo. Ella relacionó su liberación con la llegada del embajador suizo a Minsk.